# Leduc (Alberta)
Pour les articles homonymes, voir Leduc.
Leduc est une cité canadienne de l'Alberta. Au recensement de 2016, on y a dénombré une population de 29 993 habitants, dont environ un millier de francophones composant un important groupe de Franco-Albertains.

## Histoire
Leduc fut fondée en 1899, quand Robert Telford, un colon, acheta une terre près d'un lac qui plus tard porta son nom. C'était une parcelle de terre où la nouvelle colonie voulait s'établir. Auparavant, Telford avait servi comme officier pour la Police montée du Nord-Ouest, et devint ensuite le premier maître de poste de Leduc, premier marchand général et premier juge de paix.
D'après la légende locale, le nom de la ville fut décidé en 1890 quand un colon installant un bureau de télégraphe avait besoin d'un nom pour la nouvelle colonie et décida que ce serait celui de la première personne qui entrerait dans le bureau du télégraphe. Cette personne était le père Hippolyte Leduc, un prêtre qui était dans la région depuis 1867.
La ville continua de croître tranquillement au cours des décennies. Le 13 février 1947, on découvrit du pétrole près de Leduc.
Leduc fut d'abord incorporé comme village en 1899, puis comme ville en 1906, et cité en 1983. À ce moment, sa population avait atteint 12 000.

## Démographie
| 1901 | 1906 | 1911 | 1916 | 1921 | 1926 | 1931 | 1936 | 1941 |
| ---- | ---- | ---- | ---- | ---- | ---- | ---- | ---- | ---- |
| 112  | 391  | 523  | 584  | 756  | 832  | 900  | 926  | 871  |

| 1946 | 1951  | 1956  | 1961  | 1966  | 1971  | 1976  | 1981   | 1986   |
| ---- | ----- | ----- | ----- | ----- | ----- | ----- | ------ | ------ |
| 920  | 1 842 | 2 008 | 2 356 | 2 856 | 4 000 | 8 576 | 12 471 | 13 126 |

| 1991   | 1996   | 2001   | 2006   | 2011   | 2016   | 2021 | - | - |
| ------ | ------ | ------ | ------ | ------ | ------ | ---- | - | - |
| 13 970 | 14 305 | 15 032 | 16 967 | 24 279 | 29 993 | -    | - | - |